# 2019年摩爾多瓦憲政危機
2019年摩爾多瓦憲政危機發生在議會選舉結束後的6月，多個黨派在選後嘗試籌組政府但不成功，亦未能選出總理和議會議長，最終爭議蔓延至總統的職責和權力問題，而觸發憲政危機。
6月8日，議會選出邁亞·桑杜為總理，並由其領導桑杜內閣，而齐奈达·格雷恰尼則獲選為議會議長。不過翌日，憲法法院暫停摩爾多瓦總統伊戈尔·多东的職責和總統權力。而曾競逐總理一職的巴维尔·菲利普則獲任命為代總統。菲利普馬上簽署法令，宣布解散國會，提前大選。但新政府批評此舉不合法。
6月15日，憲法法院推翻一切引致此次危機的判決，桑杜內閣獲確立為唯一政府，危機因而落幕。

## 背景
摩爾多瓦是實施議會共和制的東歐國家。2016年12月，摩爾多瓦共和國社會主義者黨前領袖、親俄並獲俄羅斯支持的伊戈尔·多东當選總統。2019年2月，國內舉行議會選舉，社會主義者黨贏得國會中的35席，弗拉基米爾·普拉霍尼克的摩爾多瓦民主黨則奪30席、桑杜和安德烈·納斯塔塞的ACUM奪26席、索爾黨手執7席。根據憲法的第85條，議會有「三個月」的時間籌組新政府；若不成功，總統可以解散國會、提前大選。憲法法院將關鍵詞「三個月」解釋為「90日」，但三四五月總和卻有92日，因此按宪法法院的定义，筹组新政府的时间比三个月少了两天。。
由民主黨組成的菲利普內閣將會繼續領導國家，直至新政府上任。由於選舉結果顯示沒有單一政黨取得議會過半數議席，因此各方需要籌組聯盟，以控制足夠議席並奪得議會控制權，最終令屬意人選當選總理。

## 危機
6月7日星期五為憲法法院所訂的三個月限期，法院下令若當日內未能籌組任何政府，大選將會被提前。翌日，ACUM終於與社會主義者黨達成協議。協議同意讓桑杜負責籌組政府並擔任社會主義者黨的議會領袖，而齐奈达·格雷恰尼將會擔任議長。但即使達成協議成功組成聯盟，籌組政府的限期已過一日。不過多東拒絕解散議會，令民主黨感到不滿，民主黨副領袖塞吉·錫步向憲法法院請求將總統免職，理由為沒有能力解散政府內閣。被指受民主黨影響的法院在6月9日同意有關決定，正式暫停多東的總統職務，並任命菲利普為代總統。菲利普隨即解散議會，並宣布提前大選至9月6日。社會主義者黨與ACUM的聯盟批評菲利普的決定不合法。而民主黨的支持者則早在6月8日已經開始聚集在基希讷乌，建立帳篷預備留守行動。
6月14日，代總統兼總理菲利普宣布為政治不穩定，而引咎辭職，但繼續要求提前大選並依然拒絕承認桑杜內閣的合法性。菲利普的辭職行動並未有牽涉到多東的總統問題。同日，據報民主黨的領袖普拉霍尼克和民主黨盟友索爾黨的領袖伊蘭·肖爾乘搭私人飛機，逃離摩爾多瓦。6月15日，憲法法院推翻一切引發此次憲政危機的決策、判決和法律意見。6月20日，憲法法院主席米哈伊·波阿莱伦吉宣布辭職。

## 回應

### 欧洲联盟
6月8日，欧盟外交和安全政策高级代表费代丽卡·莫盖里尼發表聲明，表示留意到摩爾多瓦議會所作的決定，「包括籌組政府聯盟之事」。聲明中，歐洲聯盟願意與「民主選舉產生的政府」合作，並沒有提及桑杜或菲利普之名，只是承認該國內存在聯合政府。聲明進一步表明歐盟支持歐盟－摩爾多瓦聯合協議所描述的「改革承諾」，尊重法治對歐盟－摩爾多瓦關係至關重要。最後，歐盟強烈重申呼籲冷靜和克制，表達對「民選代表之間的對話」的支持。
法國、德國、波蘭、瑞典和英國政府都表達對桑杜新政府的支持，並呼籲各方冷靜。
羅馬尼亞先是在6月10日透過外交部表示不會承認當選的新內閣，最終亦在12日承認桑杜內閣。

### 俄羅斯
6月9日，俄羅斯副總理德米特里·科扎克形容民主黨的行動「說穿了就是犯罪」。科扎克又指留意到親歐盟的ACUM和摩爾多瓦社會主義者黨在克服政治分歧和表達人民意志的事件上展現「勇敢和務實的立場」。
6月12日，總統弗拉基米尔·普京表達對親俄總統多東和「他現時的聯盟盟友」的支持，形容民主黨政府正「篡位」。普京補充道，摩爾多瓦政府的權力被寡頭控制，猶如烏克蘭的情況一樣。

### 美国
6月10日，美国国务院發表聲明呼籲摩爾多瓦的各方克制，並透過政治對話解決危機，國務院又強調二月國內議會選舉的合法性，全份聲明都迴避對任何一方的支持。
6月14日，國務院發言人摩根·奥塔格斯發布新聞稿，當中「歡迎摩爾多瓦的民主變革」以及支持民主黨內閣辭職的決定。
有媒體引述匿名消息指民主黨的代表與美國駐摩爾多瓦大使德雷克·霍根（Dereck J. Hogan）舉行會面，民主黨內閣在數小時後甫宣布辭職。

### 其他國家和組織

#### 欧洲委员会
6月9日，秘書長表示憲法法院宣判桑杜內閣無效的判決，對於《摩爾多瓦憲法》和國際法治標準而言是「難以理解」和「看似武斷」。秘書長同時要求主理憲法法律的獨立諮詢機構威尼斯委員會就摩爾多瓦議會被解散的決定緊急發表意見書。

#### 北大西洋公约组织
同日，北大西洋公约组织公開對摩爾多瓦的最近發展表達關注，呼籲各方冷靜和克制。

#### 巴勒斯坦、以色列
由於總理菲利普曾經在推特中宣布摩爾多瓦將會把駐以色列大使館由特拉維夫遷移至耶路撒冷，因此是次憲制危機令以色列和巴勒斯坦解放組織亦被間接牽涉其中。巴解「強烈譴責摩爾多瓦的非法決定」，而以色列政府未有作任何官方回應。以色列時報報道指內塔尼亞胡政府通常都會出盡全力說服各國遷移他們的大使館至耶路撒冷，但今次事件中以色列政府拒絕發表回應，是因為得悉菲利普或未能穩奪政府權力，而可能取代他（最終亦成功就任）的桑杜絕對不會作出搬遷的決定。

#### 伊斯兰合作组织
伊斯蘭合作組織亦譴責摩方的決定，但沒有對兩個政府的合法性发表意见。